# Pozanco
Pozanco település Spanyolországban, Ávila tartományban. Pozanco Peñalba de Ávila, Vega de Santa María, Santo Domingo de las Posadas és Mingorría községekkel határos. Lakosainak száma 60 fő (2024).

## Népesség
A település népessége az utóbbi években az alábbiak szerint változott:
| Lakosok száma | 54   | 54   | 53   | 58   | 62   | 57   | 50   | 49   | 49   | 60   |
|               | 2001 | 2004 | 2006 | 2009 | 2011 | 2014 | 2016 | 2019 | 2021 | 2024 |